# 도계초등학교 (강원)
도계초등학교(道溪初等學校)는 대한민국 강원특별자치도 삼척시 도계읍에 있는 공립 초등학교이다.

## 학교 연혁
- 1940년 3월 8일 : 설립인가
- 1940년 3월 24일 : 덕전공립심상소학교 개교(73명)
- 1941년 4월 1일 : 덕전공립국민학교로 개칭
- 1996년 3월 1일 : 도계초등학교로 개명
- 1998년 3월 1일 : 심포분교장 편입(2004.3.1 폐교)
- 1999년 3월 1일 : 점리분교장 편입(2003.3.1 폐교)
- 1999년 9월 1일 : 동덕분교장 편입(2007.3.1 폐교)
- 2011년 3월 1일 : 제25대 홍성윤 교장 부임
- 2012년 5월 4일 : 느티나무 공원 개장
- 2014년 2월 14일 : 제70회 졸업식(졸업생 64명, 총 졸업생 18,479명)
- 2014년 3월 1일 : 14학급(도움반 1학급 포함) 편성
- 2015년 2월 13일 제71회 졸업식(졸업생 51명, 총 졸업생 18,530명)
- 2015년 3월 1일 13학급(도움반 1학급 포함) 편성
- 2015년 3월 1일 제26대 이정욱 교장 부임
- 2018년 3월 1일 제27대 홍명표 교장

## 참고 자료
- 도계초등학교 - 한국교육학술정보원 학교알리미